# Belang Bebangka
Belang Bebangka is een bestuurslaag in het regentschap Aceh Tengah van de provincie Atjeh, Indonesië. Belang Bebangka telt 442 inwoners (volkstelling 2010).